# Éminence frontale
Les éminences frontales (ou bosses frontales latérales) sont les deux élévations arrondies situées sur le face externe de l'écaille de l'os frontal.

## Description
Les éminences frontales se trouvent à environ 3 cm au-dessus des arcades sourcilières de chaque côté de la suture métopique.
Elles sont le site d'ossification de l'os frontal au cours du développement embryologique, bien qu'il ne s'agisse pas du premier site.
Les éminences frontales varient en taille selon les individus. Elles sont parfois asymétriques et sont particulièrement proéminentes chez les jeunes.